# Popice (Znojmo)
Popice (německy Poppitz) jsou jihomoravská vesnice, dnes část okresního města Znojma, od kterého se nachází asi 5 km jihozápadně. Popice jsou rodištěm spisovatele Charlese Sealsfielda, jemuž bylo zasvěceno místo zvané Sealsfieldův kámen. Jedná se o vyhlídkový bod a častou zastávku turistů na hraně hlubokého říčního údolí s výhledem do kaňonu Dyje.
Popice hraničí s národním parkem Podyjí a stávají se proto turistickým cílem, čemuž napomáhá také několik cyklistických stezek. V okolí Popic se nachází celá řada přírodních zajímavostí. Kromě teplomilných doubrav (bývalé pastevní lesy a pařeziny) severně obce to jsou zejména rozsáhlá vřesoviště nebo pahorky se stepními trávníky.
Rozloha katastru je 667 hektarů.

## Název
Na vesnici bylo přeneseno původní označení jejích obyvatel popici - "lidé náležející popovi" (pop bylo ve staré češtině označení pro nižšího kněze či kněze obecně).

## Historie
Popice (pův. Popovice, německy Poppitz) byly v dějepisných kronikách zmíněny poprvé v roce 1252 na listině Přemysla Otakara, na které potvrzuje Popice jako majetek Rytířského řádu křižovníků s červenou hvězdou z Hradiště u Znojma. V roce 1680 zasáhla vesnici morová epidemie, na kterou zemřelo 150 z tehdejších 382 obyvatel. V roce 1834 žilo v 74 domech 408 obyvatel, kterými byli většinou katoličtí Němci. V roce 1945 zde byli všichni obyvatelé odsunuti, nových obyvatel přišlo jen málo.
| 1869 | 1880 | 1890 | 1900 | 1910 | 1921 | 1930 | 1950 | 1961 | 1970 | 1980 | 1991 | 2001 |
| ---- | ---- | ---- | ---- | ---- | ---- | ---- | ---- | ---- | ---- | ---- | ---- | ---- |
| 376  | 409  | 409  | 397  | 359  | 349  | 346  | 243  | 228  | 234  | 211  | 164  | 158  |

## Pamětihodnosti
- kostel svatého Zikmunda – Byl postaven v 70. letech 16. století, jeho věž v roce 1752. Má dva oltáře: hlavní sv. Zikmunda a pobočný Panny Marie Pomocné. Kostel byl opraven v roce 1847, kdy byla také nově pokryta věž.
- kaple Panny Marie Bolestné – kaple z roku 1815
- fara Křižovníků s červenou hvězdou – postavena ve 14. století
- dále se ve vsi nachází několik božích muk, křížů, soch a kapliček
- Popické lípy – dvě lípy srdčité poblíž kaple P. Marie, v roce 2011 získaly ocenění strom Znojemska[8]

## Rodáci
- Řehoř Lambek (Gregor Lambeck), od roku 1764 opat Louckého kláštera
- Charles Sealsfield (1793–1864), rakouský a americký spisovatel

## Galerie

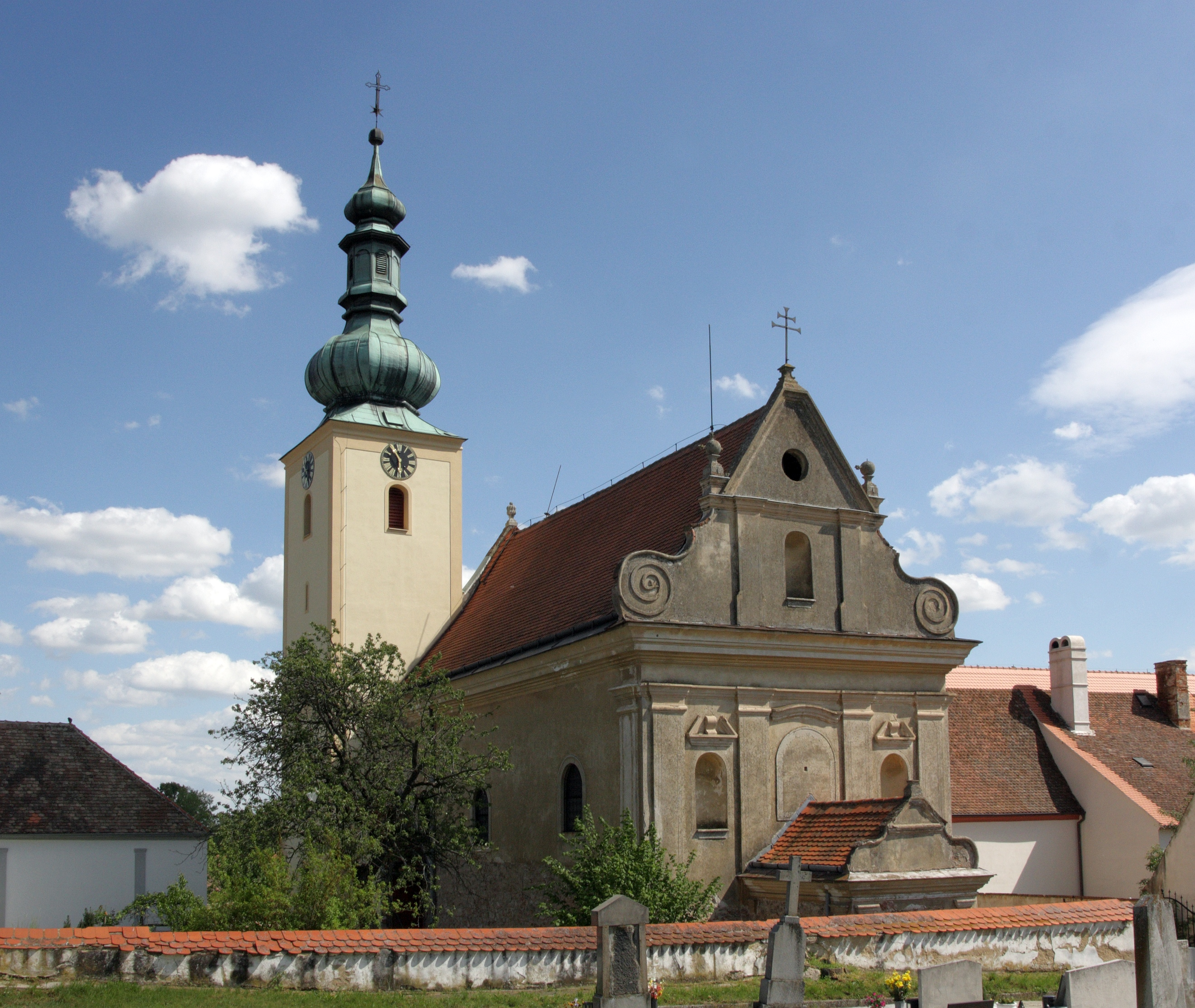
kostel sv. Zikmunda
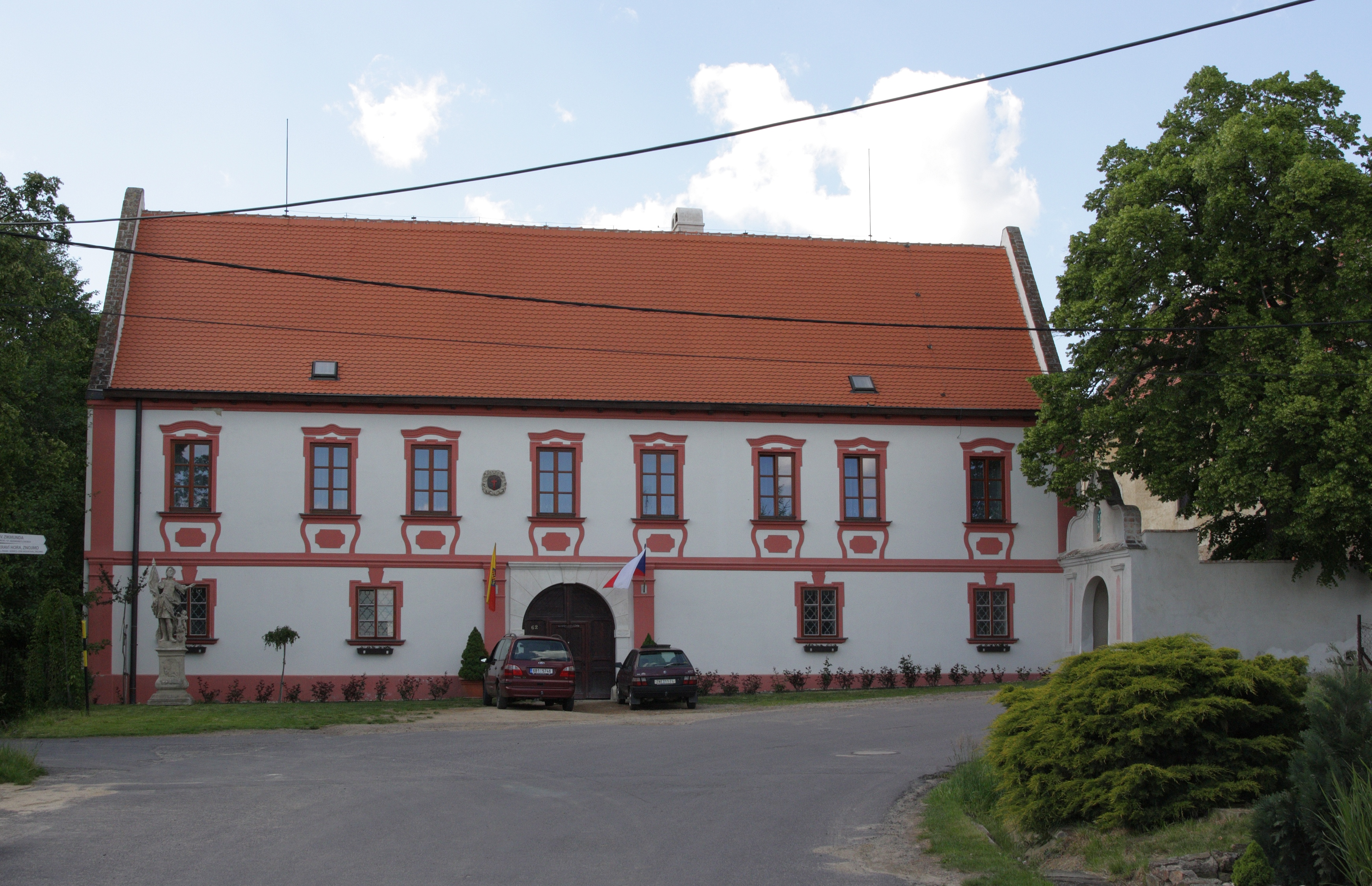
fara u kostela
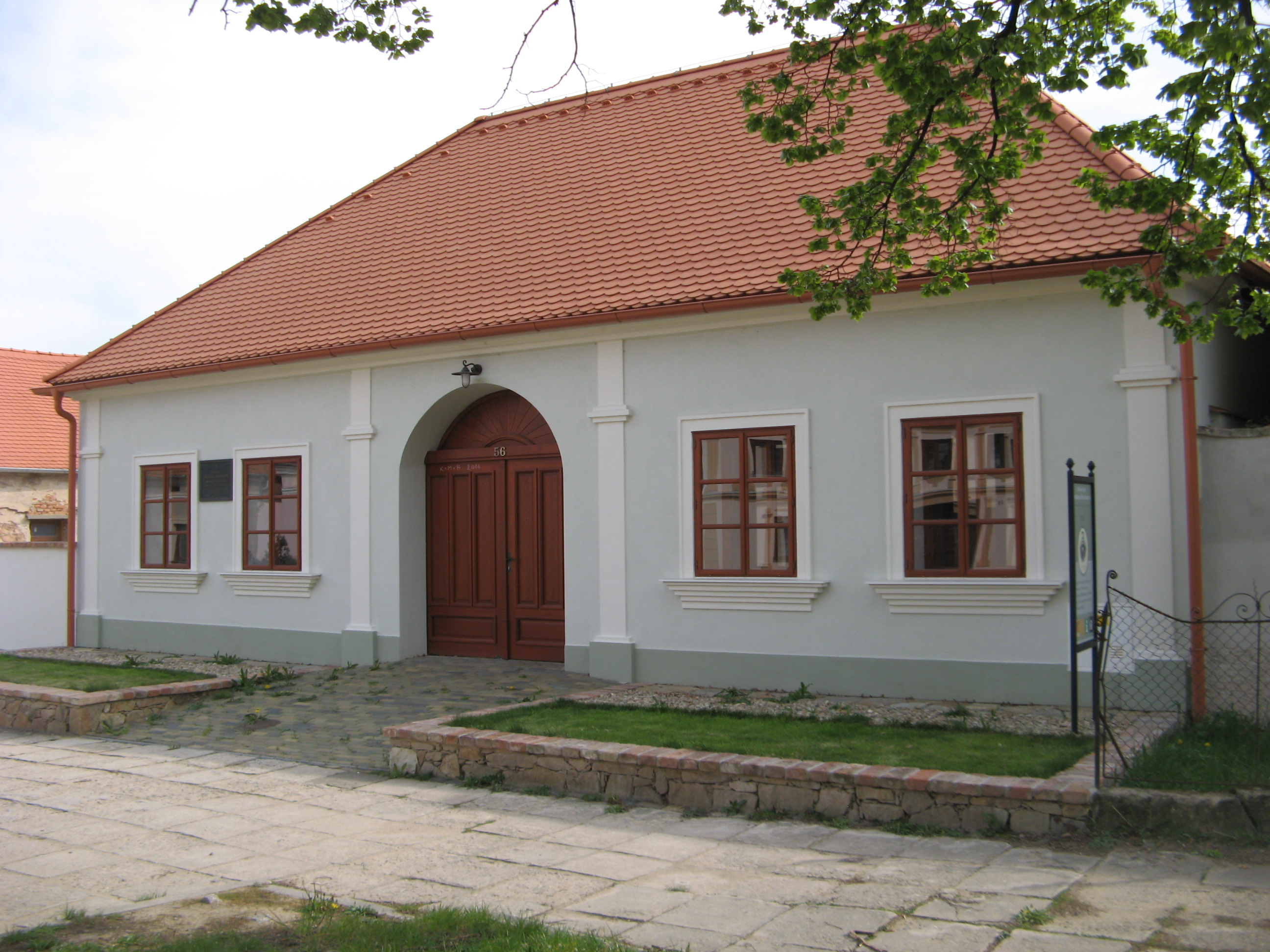
rodný dům a muzeum Charlese Sealsfielda
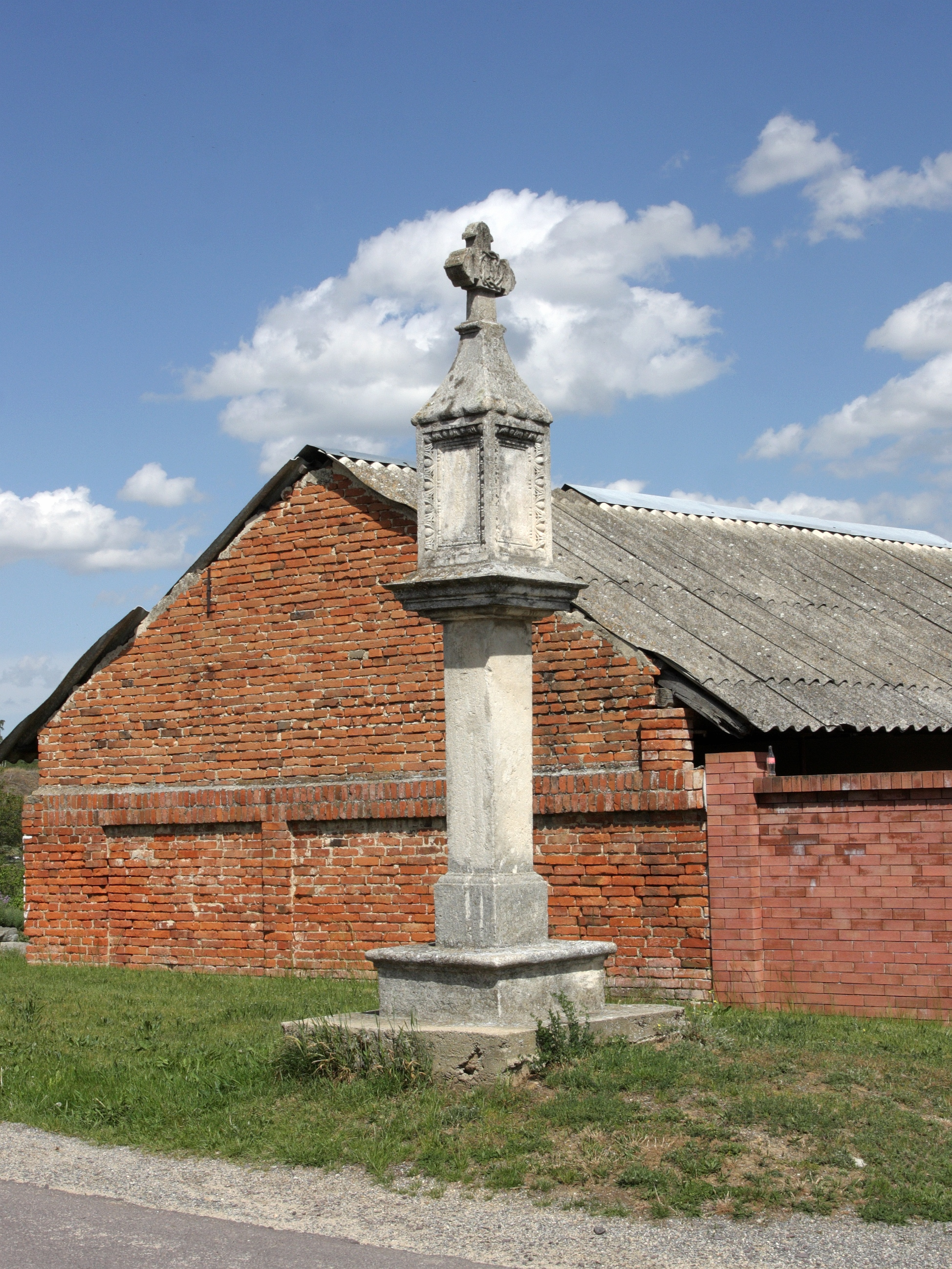
boží muka v severní části vsi
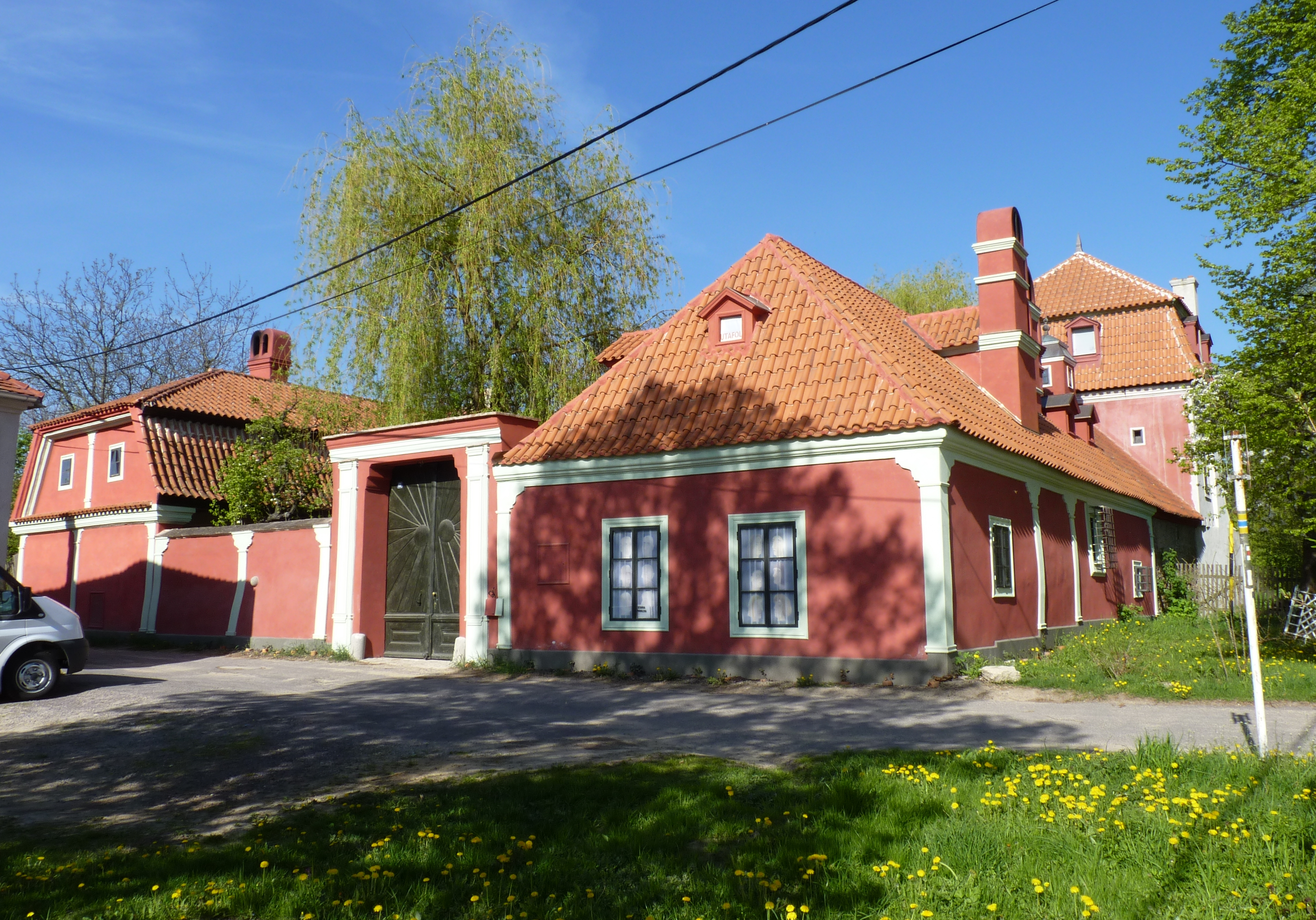
usedlost čp. 61 u fary